# سیارک ۲۵۱۷۶
سیارک ۲۵۱۷۶ (به انگلیسی: 25176 Thomasaunins، نامگذاری:1998ST81) بیست و پنج هزار و صد و هفتاد و ششمین سیارک کشف شده‌است که در ۲۶ سپتامبر ۱۹۹۸ کشف شد.
قدر مطلق سیارک برابر ۱۳.۵ است.